# Bradbænken
Bradbænken er en vej på Nyholm, der har navn efter en maritim betegnelse for et sted, hvor skibe blev kølhalet – lagt på siden for at blive behandlet med beg og tjære for at sikre, at plankerne var tætte. Ordet brade betyder at stryge med tjære. Vejen går mellem Henrik Spans Vej og A.H. Vedels Plads.

## Flådens vigtigste kaj
Vejen ligger ved en af Holmens vigtigste kajer, som i 1800-tallet husede tre beddinger til nybygning og reparation af Flådens skibe.

## Gallionsfiguren fra Sjælland
Langs vejen findes en gallionsfigur fra fregatten Sjælland, der var i tjeneste fra 1860 til 1995. Figuren holder et kornaks, som symboliserer Sjælland som landbrugsland.

## Ubåden Sælen
I 2004 blev ubåden Sælen, der deltog i Irakkrigen i 2003, opstillet som museumsfartøj ved Bradbænken.